# Ring of Terror
Ring of Terror is een Amerikaanse horrorfilm uit 1962. De film werd geregisseerd door Clark L. Paylow. Hoofdrollen werden vertolkt door George E. Mather, Esther Furst en Norman Ollestad.

## Verhaal
Een groep eerstejaars studenten aan een vooraanstaande medische universiteit wil kostte wat het kost toe treden tot een studentenvereniging. Een van de studenten is Lewis Moffitt. Hij heeft een jeugdtrauma opgelopen toen hij als kind met een lijk werd geconfronteerd. Hij laat hier echter niets van blijken tijdens hun eerste autopsie. Alle anderen denken zelfs dat hij geen angst kent. Dit geeft de overige eerstejaars een idee om op te vallen bij de oudere studenten. Samen met Moffitt beramen ze een plan om een lijk te gaan stelen van het kerkhof voor hun volgende autopsie.

## Rolverdeling
| Acteur           | Personage         | Opmerkingen         |
| ---------------- | ----------------- | ------------------- |
| George E. Mather | Lewis B. Moffitt  |                     |
| Esther Furst     | Betty Crawford    |                     |
| Norman Ollestad  | Lew's Roommate    | als Norman Ollstead |
| Lomax Study      | Professor Rayburn |                     |
| Pamela Raymond   | Alice Lund        |                     |
| Joseph Conway    | R.J. Dobson       |                     |
| June Smaney      | Rag Doll Milford  |                     |
| Ann Morgan       | Coed Waitress     |                     |

## Achtergrond
Ring of Terror werd bespot in het tweede seizoen van de televisieserie Mystery Science Theater 3000